# Snåsa
Snåsa (płdsaam. Snåase) – norweskie miasto i gmina leżąca w regionie Trøndelag.
Snåsa jest 20. norweską gminą pod względem powierzchni.

## Demografia
Według danych z roku 2019 gminę zamieszkuje 2063 osób. Gęstość zaludnienia wynosi 0,88 os./km². Pod względem zaludnienia Snåsa zajmuje 318. miejsce wśród norweskich gmin.
| ludność stan na 1 stycznia 2019 |         |           |       |
|                                 | kobiety | mężczyźni | razem |
| osób                            | 1024    | 1039      | 2063  |
| %                               | 49,63%  | 50,36%    | 100%  |

| wykształcenie stan na 1 stycznia 2019 Powyżej 16 roku życia |        |         |        |        |
|                                                             | podst. | średnie | wyższe | niezn. |
| osób                                                        | 429    | 792     | 467    | 13     |
| %                                                           | 25,22% | 46,56%  | 27,45% | 0,76%  |

## Edukacja
Według danych z 1 października 2004:
- liczba szkół podstawowych (norw. grunnskolar): 3
- liczba uczniów szkół podst.: około 262 uczniów, nie uwzględniając uczniów ze szkoły "ÅARJEL-SAEMIEJ SKUVLE"

## Władze gminy
Według danych na rok 2019 administratorem gminy (norw. rådmann) jest Roy-Bjarne Hemmingsen, natomiast burmistrzem (norw. ordfører, d. borgermester) jest Arnt Einar Bardal 